# Une leçon particulière
Une leçon particulière ist ein französischer Kurzfilm von Raphaël Chevènement aus dem Jahr 2008.

## Handlung
Der 16-jährige Cyril erhält von der etwas älteren Eva Nachhilfeunterricht in französischer Literatur. Beide sprechen ein Gedicht von Victor Hugo durch, das von der unerkannten Liebe einer 20-jährigen Frau zu einem 16-jährigen Jungen handelt, da er ihre Flirtversuche nicht wahrnimmt. Auch Cyril scheint zunächst nicht zu verstehen, dass das Thema des Gedichts die Liebe ist, sodass Eva ihm die verschiedenen Zeichen, dass das Mädchen in den Jungen verliebt ist, zeigt. Cyril beginnt, sich für das Problem der unerkannten Liebe zu interessieren und lässt sich von Eva verschiedene Textstellen erklären. Besonders interessiert ihn, warum die junge Frau des Gedichts dem Jungen nicht einfach ihre Liebe gestehen kann. Eva erklärt, dass es sich um einen sozialen Code handelt, nach dem immer der Mann den ersten Schritt machen muss. Die Frau könne jedoch zeigen, dass sie den ersten Schritt des Mannes gutheißen würde.
Es wird deutlich, dass Cyril in Eva verliebt ist, jedoch zu schüchtern ist, um sich ihr zu offenbaren. Auch Evas Hinweis, dass ein Mann letztlich auf seine Erfahrung bauen könne, um die Zeichen einer Frau richtig zu deuten, hilft ihm nicht weiter. Kurz bevor Cyril sich Eva offenbaren kann, bricht diese auf. Sie erkennt Cyrils Gefühle für sie nicht und fährt mit dem Fahrstuhl los, kurz nachdem Cyril einen Versuch, sie zu küssen, gerade so vertuschen konnte. Beide werden sich in einigen Tagen zur nächsten Nachhilfestunde wiedersehen. Cyril geht in die Wohnung zurück und sieht Eva aus dem Fenster aus nach.

## Produktion
Une leçon particulière war das Regiedebüt von Raphaël Chevènement, der zuvor als Regieassistent gearbeitet hatte. Er verfasste zudem mit Cécile Ducrocq, die die Hauptrolle im Film übernahm, das Drehbuch. Der Kurzfilm entstand im Jahr 2007. Bei dem Gedicht von Victor Hugo handelt es sich um das Werk Vieille chanson du jeune temps.
Une leçon particulière wurde unter anderem im März 2008 auf dem Brussels Short Film Festival gezeigt. Er lief am 22. Mai 2008 auf den Internationalen Filmfestspielen von Cannes im Wettbewerb um den Prix uniFrance du court-métrage. Im November 2008 war der Film im Rahmen der Französischen Filmtage Tübingen-Stuttgart auch in Deutschland zu sehen.

## Auszeichnungen
Une leçon particulière wurde 2009 für einen César in der Kategorie Bester Kurzfilm nominiert.